# Jacquemontia glaucescens
Jacquemontia glaucescens är en vindeväxtart som beskrevs av Jacques Denys Denis Choisy. Jacquemontia glaucescens ingår i släktet Jacquemontia och familjen vindeväxter. Inga underarter finns listade i Catalogue of Life.

## Bildgalleri

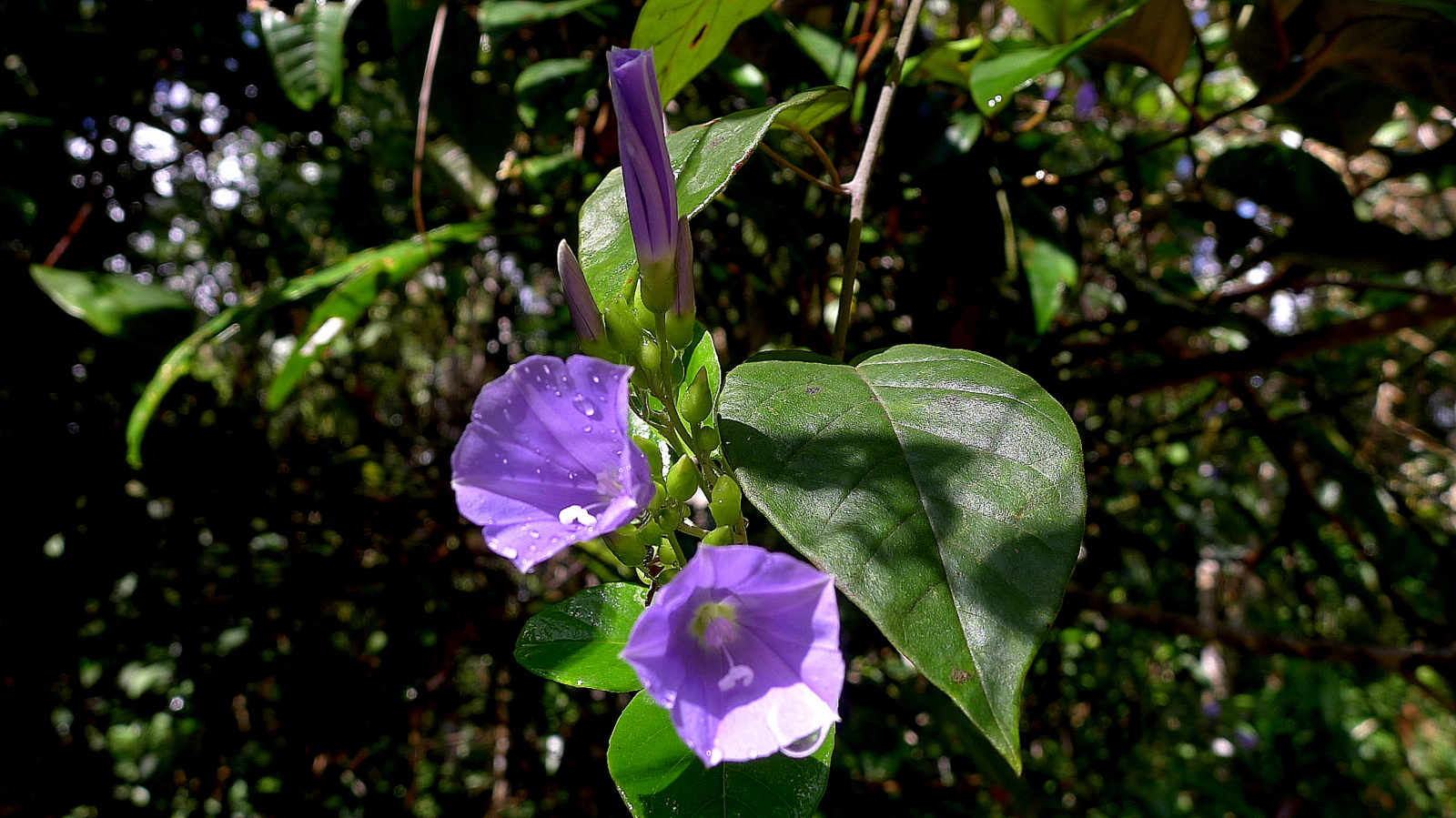
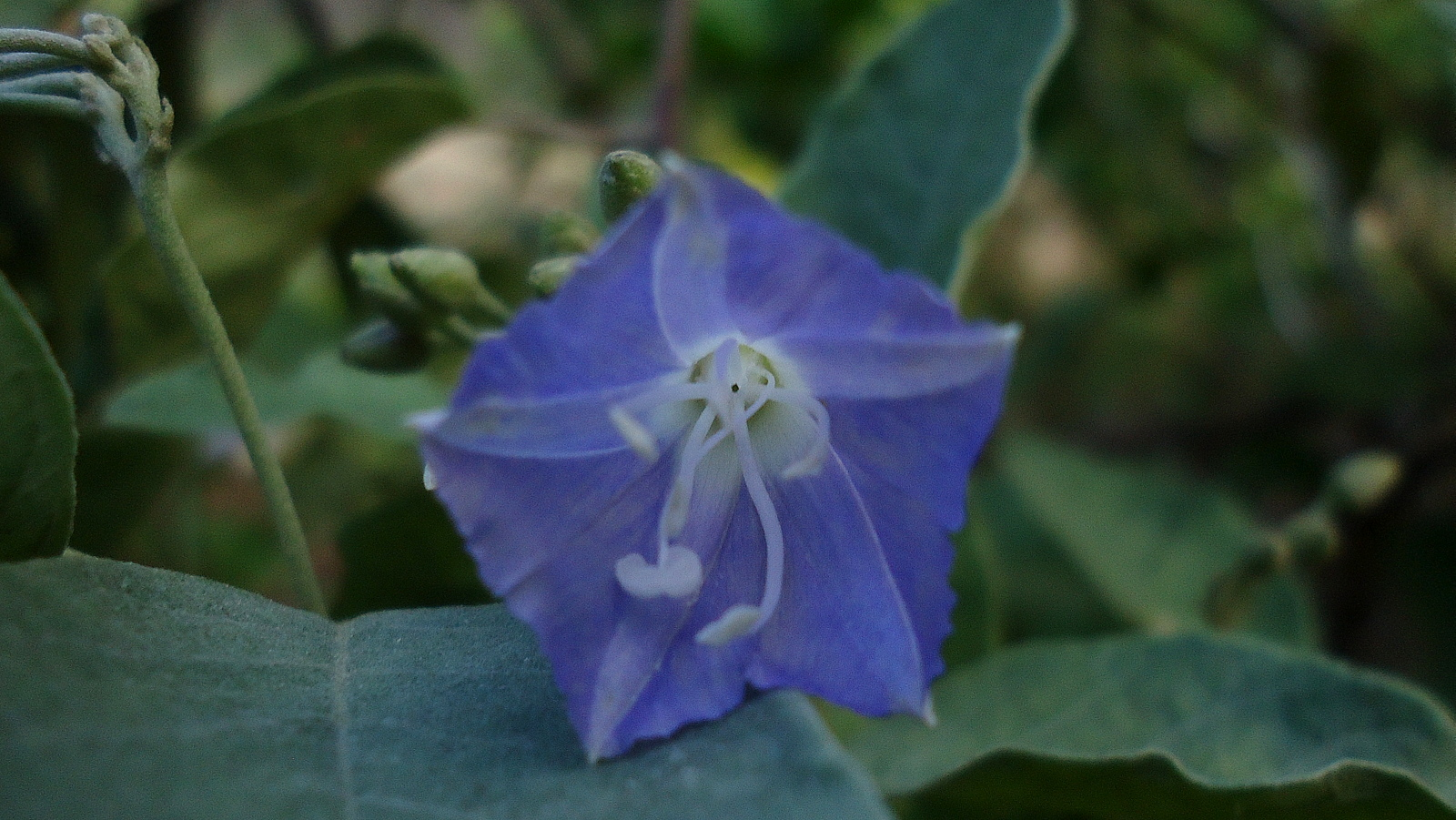
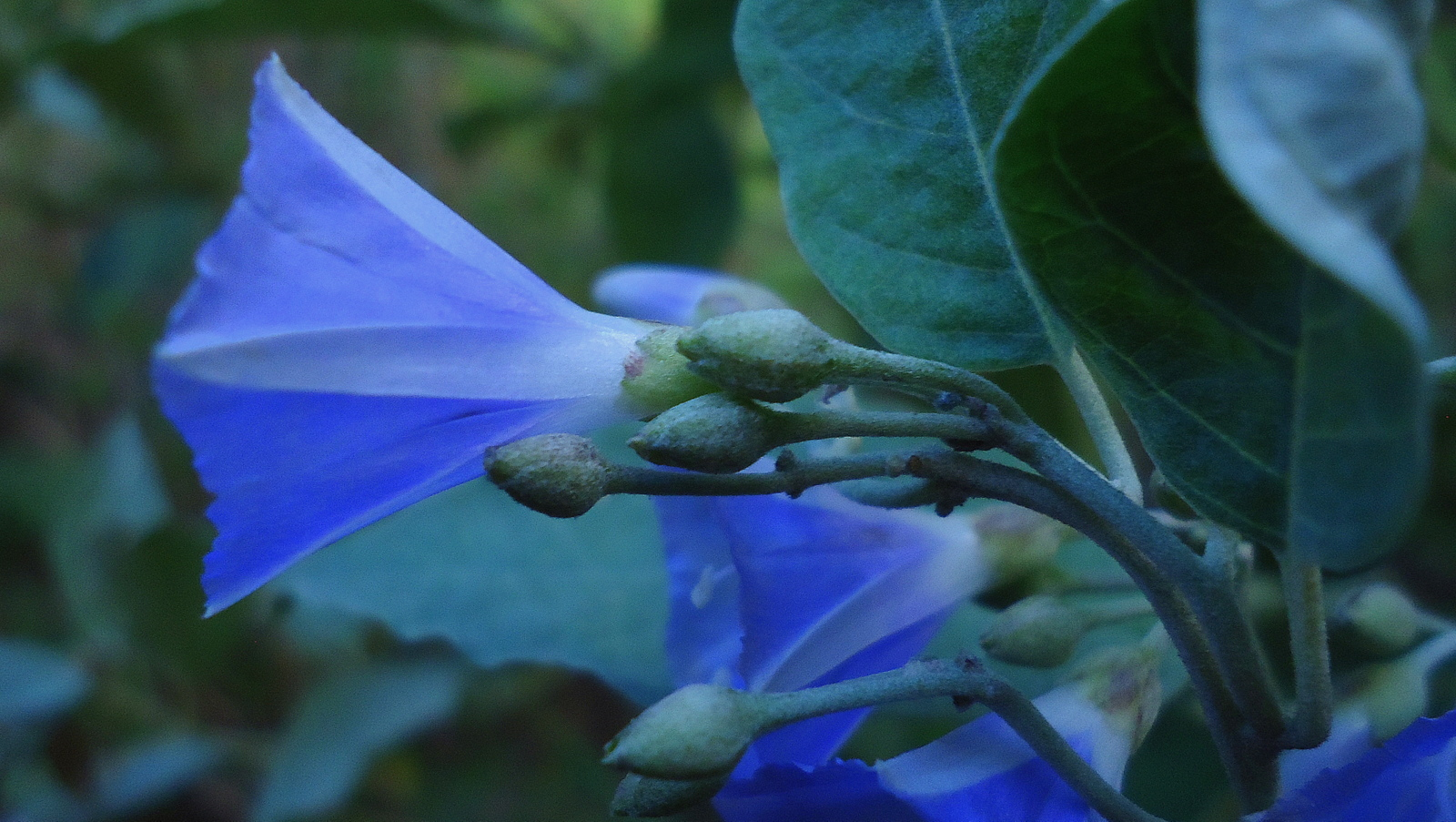
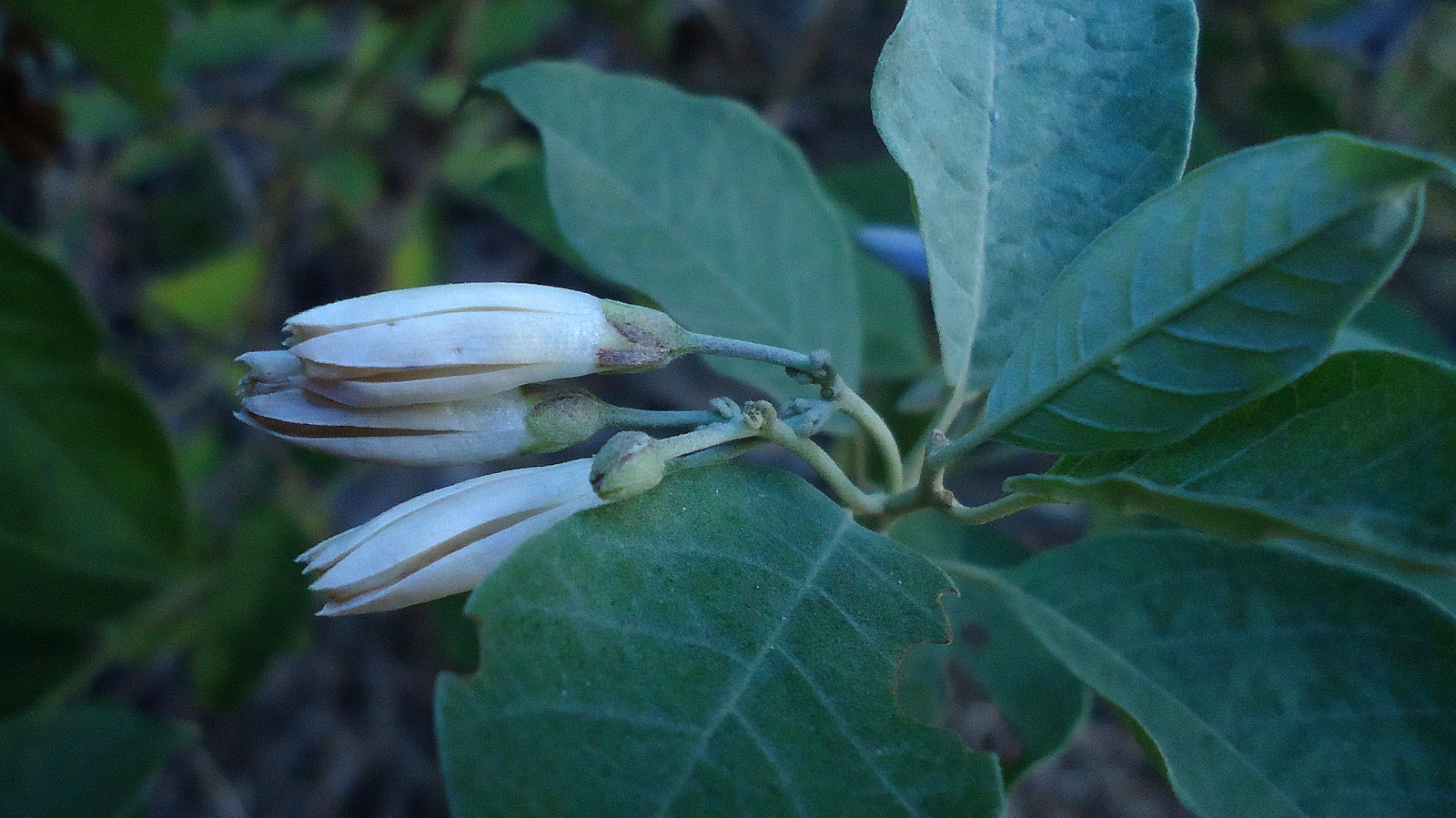
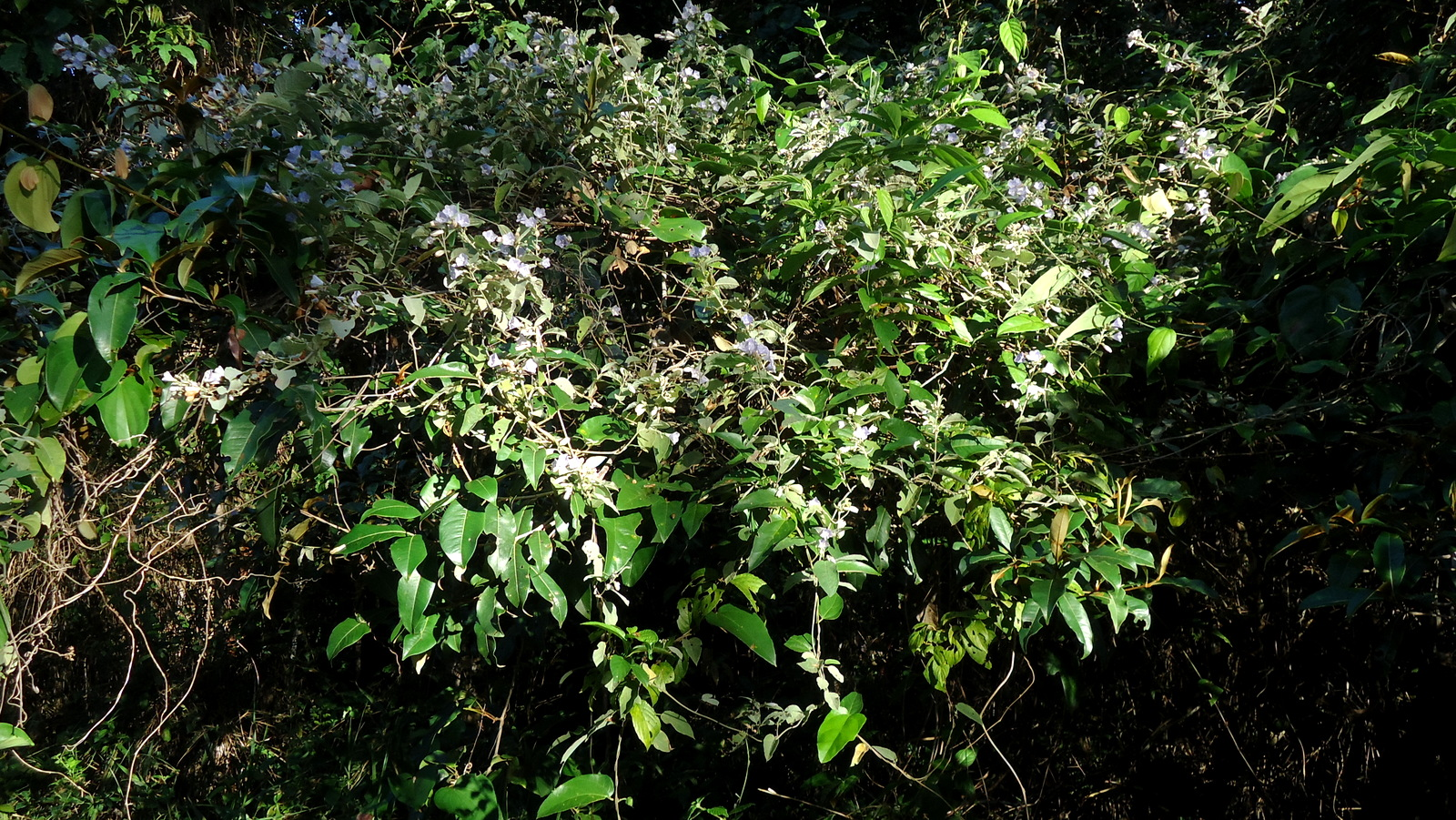
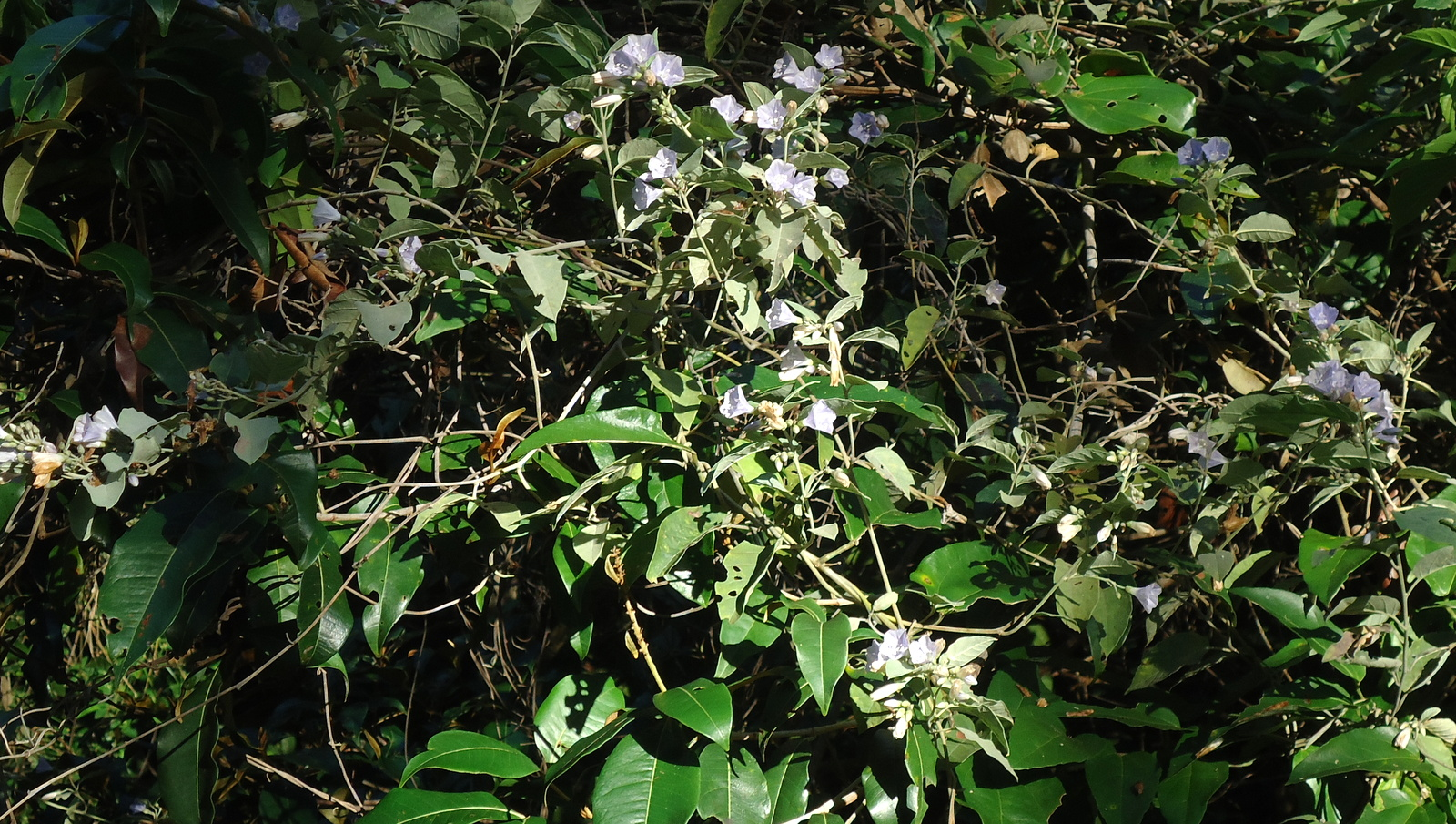